# Archechiniscus marci
Archechiniscus marci är en djurart som tillhör fylumet trögkrypare, och som beskrevs av Schulz 1953. Archechiniscus marci ingår i släktet Archechiniscus och familjen Halechiniscidae. Inga underarter finns listade i Catalogue of Life.